# Jean Darboux
Jean Gaston Darboux (ur. 14 sierpnia 1842 w Nîmes, zm. 23 lutego 1917 w Paryżu) – francuski matematyk, profesor Sorbony. Laureat Medalu Sylvestera za rok 1916. Członek kilku Akademii Nauk: Francuskiej (od 1884), Petersburskiej (od 1895) i Towarzystwa Królewskiego w Londynie. 
Jego najważniejsze osiągnięcia są z zakresu geometrii różniczkowej i równań różniczkowych. Istotny wpływ na rozwój matematyki miały jego Wykłady ogólnej teorii powierzchni, które zawierały wyniki całego stulecia badań matematyków w zakresie geometrii różniczkowej krzywych i powierzchni.